# 3777 McCauley
3777 McCauley (1981 JD2) là một tiểu hành tinh vành đai chính được phát hiện ngày 5 tháng 5 năm 1981 bởi C. Shoemaker ở Palomar.